# Île Banggi
Banggi (en malais : Pulau Banggi) est une île malaise de la mer de Sulu située au nord-est de Bornéo. Elle appartient à l'État de Sabah.
L'île compte 20 000 habitants et la ville principale est Limbuak.

## Géographie
Après Pulau Langkawi et l'île Bruit, elle est en superficie la troisième île malaise avec 440,7 km2. Son altitude maximale est de 529 m.